# BMW GINA
El GINA Light Visionary Model és un projecte d'automòbil, ideat per l'empresa alemanya BMW, el qual posseeix una carrosseria, composta per teixit. El model fou presentat amb motiu de la re-inauguració del Museu BMW, a Múnic l'any 2008. GINA representa l'acrònim en alemany de Geometrie und Funktionen in N-facher Ausprägung (en català: Geometria i Funcions en eNèsimes direccions).

## Concepte
El BMW GINA està recobert d'una pell textil sense juntes a la carrosseria. La construcció de l'interior és mòbil, i és capaç d'adequar-se a diverses situacions, com, per exemple, quan el vehicle arriva a grans velocitats l'espoiler s'eleva, el seient i el volant es desplacen, la qual cosa facilita la sortida del vehicle.

## Interior
Quan el vehicle està aparcat, la roda i els instruments de direcció del cotxe resten en la posició d'«inactiu». El volant i els instruments de direcció assumeixen correctament les seves posicions quan el conductor prem el botó d'inici, i el reposacaps s'aixeca del seient un cop assegut el conductor, cosa que facilita l'entrada i la sortida del cotxe.

## Exterior

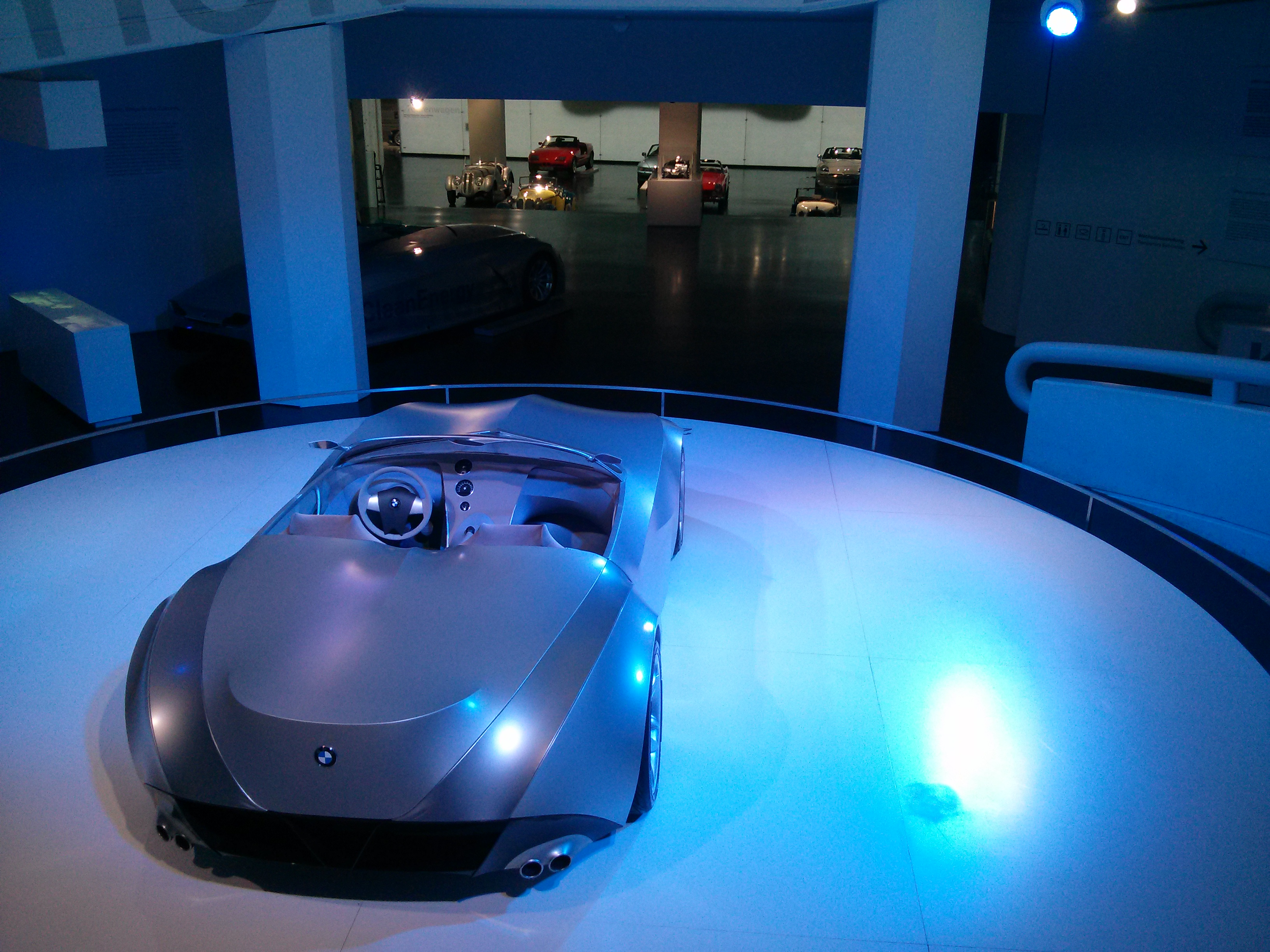
El BMW GINA vist des la part posterior, al Museu BMW.

El BMW GINA posseeix tot just quatre panells; El capó, els dos panells laterals i l'arrencada. La seva pell sembla perfecta, però a vegades, pot sortir un aleró posterior més alt, cosa que serveix per incrementar l'estabilitat a alta velocitat. Les seves portes s'obren en un estil papallona, cadascuna d'elles és coberta per una peça de tela que arriva fins al final del nas del cotxe, a la seva vora de sortida, i que quan es tanca deixa una superfície perfectament llisa. L'accés al motor s'aconsegueix través d'una esquerda gairebé imperceptible que es pot obrir en el centre del capó.